# رهاب الشبق
رهاب الشبق أو رهاب العشق (بالإنجليزية: Erotophobia) نوع من أنواع الرهاب، وكلمة (Erotophobia) مشتقة من اسم إيروس آلهة الحب عند الإغريق، وكلمة (Phobia) كلمة إغريقية تعني الخوف، وقد صاغ هذا المصطلح عدد من الباحثين أواخر عقد 1970، وفي بداية عقد 1980، ليصف قطبًا واحدًا من السلوكيات والاعتقادات عن الهوية الجنسية. ويتكون الرهاب من محورين أساسين وهما الخوف من الجنس أو السلوكيات السلبية المتعلقة بالجنس، أو الخوف من المشاعر والسلوكيات الإيجابية نحو الجنس.

## أنواعه
قد يكون لدى الفرد نوع أو عدة أنواع من رهاب الشبق، فمن أنواع رهاب الشبق الخوف من التعري، الخوف من الصور الجنسية، الخوف من مثليي الجنس، الخوف من التثقيف الجنسي أو الخوف من الاضطرابات الجنسية.

### في الدراسات النفسية
وفي الدراسات النفسية يتم استخدام المصطلح للتعبير عن درجة النفور الجنسي بشكل عام ضد الاهتمام الجنسي، وبهذا يعتبر رهاب الشبق على القائمة المستمرة (نظرياً) ما بين الاهتمام بالجنس والنفور منه. Erotophobes سجل أعلى درجة على المقياس الذي يمثل التعبير بالشعور بالذنب أو الخوف من الجنس. عادةً ما يميل العلماء النفسيون إلى وصف الهوية الجنسية على مقياس شخصي. Erotophobes اقل حباً للتحدث عن الجنس. وعادة ما يميلون إلى عدم حب التحدث عن الجنس ويملكون الكثير من ردود الفعل السلبية ونفور واضح من الجنس. ويميلون إلى ممارسة الجنس بشكل قليل ومع شركاء أقل مع مرور الوقت. من ناحية أخرى، هناك erotophiles (محبو الجنس) حققوا أعلى نتيجة على المقياس المعاكس، حيث يمثلون نسبة أقل من الشعور بالذنب حيال الجنس، ويتحدثون عن الجنس بشكل متفتح، ويملكون سلوكيات إيجابية واضحة نحو الجنس. هذا التباعد في الشخصية يستخدم لتحديد الانفتاح نحو الجنس والهوية الجنسية، وهذا البعد مهم لقياس الصحة والمخاطرة الآمنة مع المستوى المتدني من الثقافة الجنسية. أظهرت الدراسات عن هذا البعد الشخصي علاقةً مترابطة ما بين النتيجة العالية التي حققها erotophobia والنتيجة المنخفضة التي حققها اللولب مانع الحمل وقلة المعرفة حول الهوية الجنسية لدى الإنسان.

## رهاب الشبق السريري
كنوع من الرهاب السريري، فإن رهاب الشبق قد يكون "خوف لا عقلاني من غرض ما، أو شخص أو تصرف له علاقه بالجنس. هذا الخوف قد يدهور الرغبة أو القدرة على الحصول على علاقة جنسية، أو يمنع قدرة الشخص على ممارسة الجنس بشكل كامل وقد يصاحبه حالة غثيان وارهاق وانقطاع الشهية وأحيانا تقيئ وتسارع نبضات القلب. وقد يتمثّل رهاب الشبق في بعض الحالات النفسية التالية: الرهاب الاجتماعي، اضطراب الشخصية الانطوائية، اضطراب تشوه الجسم وبشكل عام مشاكل القلق الاجتماعي. رهاب الشبق قد يكون بالنسبة للبعض وبشكل خاص ممارسة الحب مع شخص آخر وليس له علاقة بأي من اضطرابات القلق الاجتماعي. وفي حالة رهاب الشبق الخصوصي، فقط الخوف المتعلق بالجنس يكون موجود دون وجود أعراض متلازمات أو خوف.